# Вопросы литературы
Вопро́сы литерату́ры — советский и российский научный журнал по истории и теории литературы. Издаётся в Москве с апреля 1957 года. Первоначально учредителями были СП СССР и ИМЛИ, с 2007 года — Региональный общественный фонд «Литературная критика».
Журнал включён в Перечень рецензируемых научных журналов ВАК (группа научных специальностей «10.01.00 — литературоведение»), Российский индекс научного цитирования (РИНЦ), в реферативную базу данных научной периодики Scopus.

## Главные редакторы
- 1957—1959 — к.фил.н. А. Г. Дементьев
- 1959—1979 — д.фил.н. В. М. Озеров
- 1979—1988 — к.фил.н. М. Б. Козьмин
- 1988—1992 — д.фил.н. Д. М. Урнов
- 1992—2009 — к.фил.н. Л. И. Лазарев
- С октября 2009 — д.фил.н. И. О. Шайтанов

## Редакционная коллегия

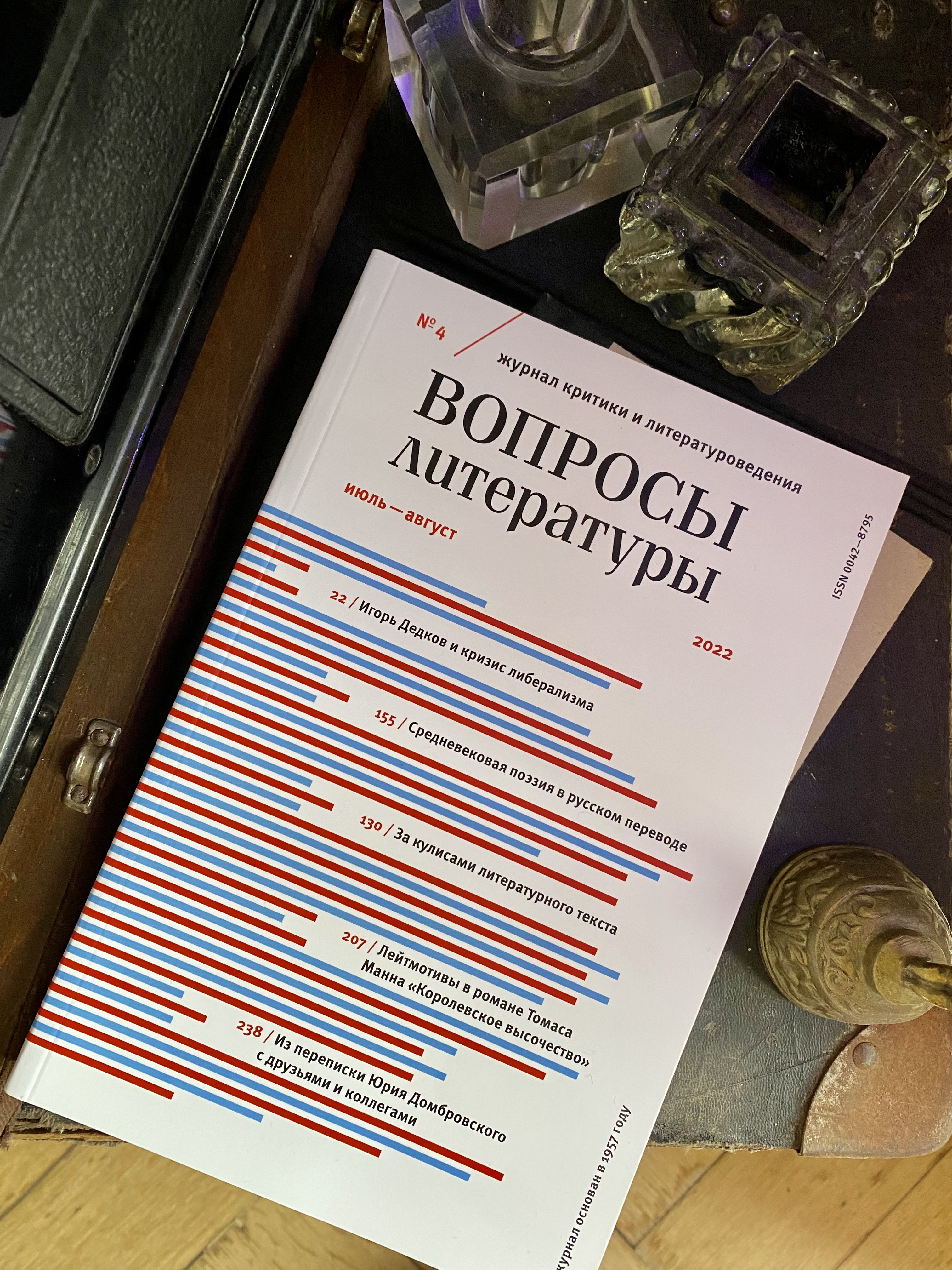

В состав редколлегии входят: к.фил.н. К. М. Азадовский, А. Д. Алёхин, акад. М. Л. Андреев, к.фил.н. Д. П. Бак, член-корр. РАН Н. П. Гринцер, С. Диксон (Великобритания), д.фил.н. Ю. В. Манн, д.филос.н. В. Л. Махлин, к.фил.н. М. О. Переяслова (отв. секретарь), к.фил.н. Е. А. Погорелая, д.фил.н. О. И. Половинкина, Д. М. Соболев (Израиль), Г. Тиханов (Великобритания), К. Эмерсон (США).

## Интересные факты
Ироническое название: «ВопЛи». Это название до сих пор используется многими, в том числе и сотрудниками журнала.